# Rob Brantly
Pour les articles homonymes, voir Brantly.
Robert Jacob Brantly (né le 14 juillet 1989 à San Diego, Californie, États-Unis) est un receveur des Blue Jays de Toronto de la Ligue majeure de baseball.

## Carrière
Rob Brantly suscite l'intérêt d'un club de la Ligue majeure de baseball pour la première fois en 2008 lorsqu'il est repêché d'une école secondaire de l'Arizona par les Nationals de Washington. Ceux-ci en font leur sélection de 46e ronde, mais Brantly s'engage plutôt à l'Université de Californie à Riverside où il joue pour l'équipe de baseball des Highlanders (en). Il est mis sous contrat par les Tigers de Détroit qui en font leur choix de troisième ronde en 2010.
Encore joueur des ligues mineures, Brantly passe aux Marlins de Miami le 23 juillet 2012 dans la transaction qui l'y envoie avec les lanceurs Jacob Turner et Brian Flynn en retour du joueur de deuxième but Omar Infante et du lanceur Aníbal Sánchez. Brantly fait ses débuts dans le baseball majeur avec Miami le 14 août 2012.
En 2012 et 2013, Brantly joue 98 matchs au total pour les Marlins. Sa moyenne au bâton s'élève à ,235 avec 76 coups sûrs, 4 circuits et 26 points produits. Il passe la saison 2014 dans les mineures avec les Zephyrs de La Nouvelle-Orléans.
Le 8 décembre 2014, il est réclamé au ballottage par les White Sox de Chicago.